# Om det så går under går det över
Om det så går under går det över är ett musikalbum av Wille Crafoord, utgivet 2003.

## Låtlista
1. Skål
2. Typiskt dig
3. Går aldrig oskadd (ut ur en förälskelse)
4. Då & nu
5. Skottpengar
6. Exakt precis i denna stund just nu
7. Vänsterprasslande pundare
8. Psalm till nåt
9. Ha det bra
10. Min vita merca 250
11. Ses & ta en bärs
12. Tungan emot stolpen

## Medverkande
- Wille Crafoord - sång, gitarr, kompositör, sångtextförfattare
- Victor Furbacken - bas
- Staffan Lindfors - gitarr
- Jimmy Vainionpää - trummor
- Fredrik Lindborg - saxofon
- Salem Al Fakir - violin
- Monica Nyman - sång

### Fotnoter
1. ↑  Information i Svensk mediedatabas.